# 没骨法
没骨法（もっこつほう）は、東洋画の画法のひとつ。輪郭を描かず、初めから画面に形と色を同時にあらわすという技法。鉤勒法とともに東洋画の二大技法のひとつ。
主に花鳥画で行われ、中国の徐熙、徐崇嗣などの系統を受ける徐氏体の手法とされる。
日本画では俵屋宗達が、たらし込みの手法とともに使用した。